# Dãy núi Hoàng Liên Sơn
Hoàng Liên Sơn (chữ Anh: Hoang Lien Mountains), hoặc gọi là Dãy núi Hoàng Liên Sơn, là một dãy núi nằm ở phía tây bắc Việt Nam, là phần còn lại và kéo dài về phía nam của dãy núi Ai Lao. Chủ yếu do đá phiến sét, đá vôi và đá biến chất khác hợp thành. Hướng của Hoàng Liên Sơn là tây bắc - đông nam, phía bắc từ huyện Mường Tè, Lai Châu, phía nam đến huyện Thanh Sơn, Phú Thọ. Tháng 7 năm 2002, Việt Nam thiết lập Vườn quốc gia Hoàng Liên rộng 68.569 ha, bao gồm thị xã Sa Pa, huyện Văn Bàn và huyện Than Uyên, bên trong vườn quốc gia có gần 3.000 loài thực vật bậc cao và hơn 500 loài động vật hoang dã.
Hoàng Liên Sơn được đặt tên theo cây hoàng liên. Người Thái gọi dãy núi này là Khau Phạ, nghĩa là "sừng trời".

## Địa lí

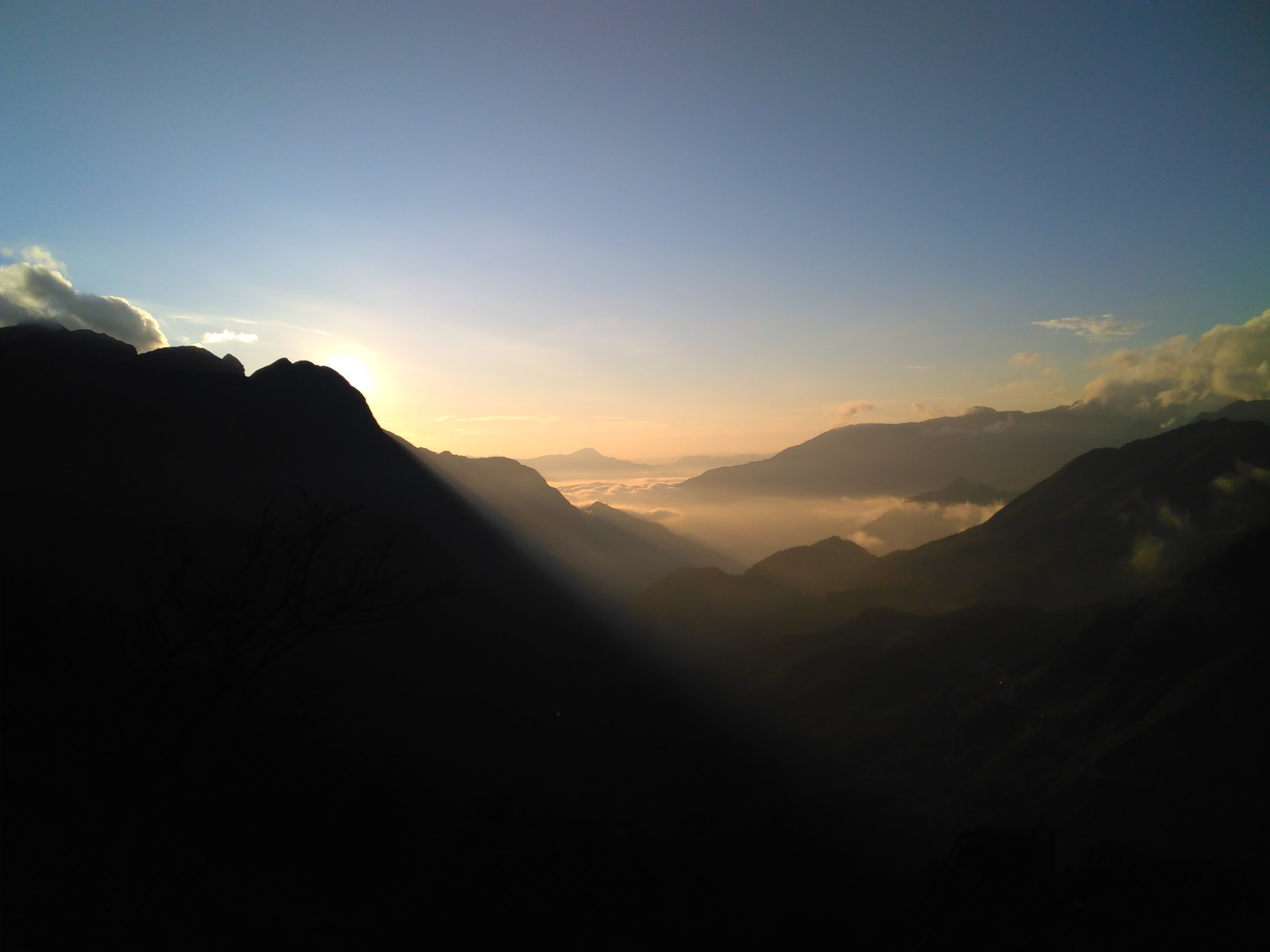
Hoàng hôn trên đỉnh đèo Ô Quý Hồ

Nằm ở phía tây bắc của dãy núi Trường Sơn, nằm giữa sông Hồng và sông Đà. Có hướng tây bắc - đông nam, địa thế tây bắc cao đông nam thấp, đỉnh núi và dãy núi trùng điệp, rất nhiều đỉnh núi cao hơn 2.500 mét so với mặt nước biển. Sườn tây có độ dốc lớn hơn sườn đông. Đỉnh núi chính là Fansipan, cao 3.147 mét so với mặt nước biển, là đỉnh núi cao nhất Việt Nam, được mệnh danh là "nóc nhà Việt Nam", trên đỉnh núi có quần thể kiến trúc tự viện. Thuộc khí hậu đồi núi nhiệt đới và á nhiệt đới điển hình, chủ yếu phân bố rừng mưa thường xanh nhiệt đới nguyên sinh và rừng mưa thường xanh á nhiệt đới. Sinh vật phong phú đa dạng, rừng rậm dày đặc tốt tươi, là nơi sản xuất cây rừng quý hiếm và thực vật dược thảo của Việt Nam, trong đó có pơ mu được liệt vào loài sắp nguy cấp của Sách đỏ IUCN.